# Biais de proportionnalité
Le biais de proportionnalité  est un biais cognitif qui conduit les gens à supposer que plus un événement est grave, plus sa cause est importante. C'est un type de biais cognitif qui joue un rôle important dans la tendance des gens à accepter les théories du complot. Par exemple, il semble intuitivement invraisemblable que l'assassinat de John Fitzgerald Kennedy, l'une des personnes les plus importantes du monde, soit le fait  d'une personne lambda, Lee Harvey Oswald .
Une autre définition du biais de proportionnalité est de favoriser l'idée fausse que si l'on observe une augmentation des manifestations d'un phénomène, c'est que le nombre d'occurrences de ce phénomène croît en effet, sans voir que cette augmentation peut n'être que la conséquence de l'amélioration de l'outil d'observation. Il s’illustre par le fait de croire que si l'on observe plus de cancers aujourd’hui, c'est uniquement dû à notre environnement. Or, c'est occulter le fait que l’imagerie médicale actuelle peut détecter davantage de cancers et que la population vieillit.